# Hednota peripeuces
Hednota peripeuces là một loài bướm đêm trong họ Crambidae.